# Grieskirchen
Grieskirchen este un oraș în landul Austria Superioară, Austria.
Se află la o altitudine de 335 m deasupra nivelului mării. Are o suprafață de 11,72 km². Populația este de 5.002 locuitori, determinată în 1 ianuarie 2018.